# Shoko Fujimura
Shoko Fujimura (Japans: 藤村祥子) (Bihoro (Okhotsk), 26 april 1987) is een voormalig Japans langebaanschaatsster. Ze won zilver op de 5000 meter op de Japanse kampioenschappen afstanden in 2014. Ze werd vierde op zowel de 1500 meter als 3000 meter. Op de Olympische Spelen van 2014 werd ze vijftiende op de 3000 meter en tiende op de 5000 meter.
Shoko Fujimura was lid van de Bihoro Speed Skating Association. Haar thuisbaan is de gemeentelijke ijsbaan van Taishobashi.

## Persoonlijke records
| Afstand | Tijd    | Datum             | Plaats         |
| ------- | ------- | ----------------- | -------------- |
| 500m    | 41,04   | 15 februari 2013  | Obihiro        |
| 1000m   | 1.20,35 | 12 augustus 2006  | Calgary        |
| 1500m   | 2.01,32 | 29 oktober 2011   | Nagano         |
| 3000m   | 4.07,82 | 21 september 2013 | Calgary        |
| 5000m   | 7.06,10 | 20 november 2015  | Salt Lake City |

(laatst bijgewerkt: 24 februari 2014)

## Resultaten
| Jaar | WK Allround             | WK Afstanden | Olympische Spelen   | WK Junioren                               |
| ---- | ----------------------- | ------------ | ------------------- | ----------------------------------------- |
| 2005 |                         |              |                     | 14e (21e, 14e, 23e, 10e) 5e achtervolging |
| 2006 |                         |              |                     | 8e · (10e, 7e, 9e, 9e) · achtervolging    |
|      |                         |              |                     |                                           |
| 2014 | NC20 (21e, 13e, 21e, -) |              | 15e 3000m 10e 5000m |                                           |
| 2015 |                         | 10e 5000m    |                     |                                           |